# Вдовенко, Иван Тимофеевич
Иван Тимофеевич Вдовенко (1920—1941) — советский военный лётчик, участник Великой Отечественной войны, младший лётчик 81-го бомбардировочного авиационного полка 50-й бомбардировочной авиационной дивизии ДБА, младший лейтенант.

## Биография
Родился 4 июля 1920 года на хуторе Ильинка Белокалитвинского района Ростовской области в семье крестьянина. Украинец.
Член ВЛКСМ. Окончил 7 классов в 1935 году. Уехал в город Ростов-на-Дону, где поступил в торгово-товароведческую школу, которую закончил в 1937 году. Одновременно окончил аэроклуб.
В Красной Армии с 1937 года.
Окончил Ворошиловградское авиационное военное училище. В боях Великой Отечественной войны с июня 1941 года, воевал на Юго-Западном фронте.
Младший лейтенант Вдовенко 28 августа 1941 года направил горящий самолёт с бомбовым грузом на переправу противника через реку Днепр под городом Днепропетровском. Погиб вместе с экипажем.
Указом Президиума Верховного Совета СССР «О присвоении звания Героя Советского Союза начальствующему составу Военно-воздушных сил Красной Армии» от 20 июня 1942 года за «образцовое выполнение боевых заданий командования на фронте борьбы с немецкими захватчиками и проявленные при этом отвагу и геройство» удостоен посмертно звания Героя Советского Союза.
Этим же Указом звание Героя Советского Союза присвоено штурману бомбардировщика — Гомоненко Никите Васильевичу. Стрелок-радист Карпов Владимир Петрович был награждён орденом Ленина, а воздушный стрелок Мирза Пулатов — орденом Красного Знамени.

## Память
- В парке города Днепропетровска установлен гранитный обелиск экипажу самолёта.
- Именем Героя названы улица в посёлке городского типа Горняцкий Белокалитвинского горсовета и школа хутора Ильинка — МОУ Ильинская СОШ имени Ивана Тимофеевича Вдовенко[3].
- Приказом Министра обороны СССР № 63 от 3 апреля 1958 года И. Т. Вдовенко навечно зачислен в списки личного состава 3-й авиационной эскадрильи 121-го гвардейского авиационного полка.
- Именем Вдовенко в городе Днепропетровск назван переулок.
- В Мачулищах Минского района Минской области Республики Беларусь расположена ГУО «Мачулищанская средняя школа имени Героев Советского Союза Вдовенко И. Т. и Гомоненко Н. В.»[4] Одна из экспозиций в школьном музее посвящена И. Т. Вдовенко.